# Empoasca marsupifera
Empoasca marsupifera är en insektsart som beskrevs av Young 1953. Empoasca marsupifera ingår i släktet Empoasca och familjen dvärgstritar. Inga underarter finns listade i Catalogue of Life.